# 長崎県道52号大島太田和線
長崎県道52号大島太田和線（ながさきけんどう52ごう おおしまおおたわせん）は、長崎県西海市を通る主要地方道（県道）である。

## 概要
長崎県西海市大島町寺島から西海市西海町太田和に至る。造船の島として知られる大島町と西彼杵半島を結ぶ大島大橋は、有料道路として供用されていたが、2011年（平成23年）4月1日より無料開放された。

### 路線データ
- 起点：西海市大島町寺島（長崎県道243号寺島馬込港線交点）
- 終点：西海市西海町太田和（大島入口交差点、国道202号交点）
- 総延長：1.1 km

## 歴史
- 1993年（平成5年）5月11日 - 建設省（現・国土交通省）から、一般県道大島太田和線が大島太田和線として主要地方道に指定される[1]。
- 1994年（平成6年）4月1日 - 長崎県が主要地方道52号大島太田和線を路線認定。
- 2011年（平成23年）4月1日 - 大島大橋無料開放。
- 2020年（令和2年）3月28日 - 寺島バス停近くの交差点で、寺島で初めての信号機が設置された[2]。

## 路線状況

### 道路施設

#### 橋梁
- 大島大橋（呼子ノ瀬戸、西海市）

#### トンネル
- 呼子トンネル：延長108 m、1995年（平成7年）竣工、西海市

## 地理

### 通過する自治体
- 西海市

### 交差する道路
| 交差する道路              | 交差する場所 | 交差する場所          |
| ------------------------- | ------------ | --------------------- |
| 長崎県道243号寺島馬込港線 | 大島町寺島   | 起点                  |
| 国道202号                 | 西海町太田和 | 大島入口交差点 / 終点 |

### 沿線
- 肥前大島港ターミナル（起点付近）